# Veia coronária
Designam-se de veias coronárias os vasos sanguíneos que levam o sangue do músculo cardíaco (miocárdio) de volta às cavidades do coração (neste caso, em direcção ao átrio direito). As veias coronárias recolhem o sangue transportado e distribuído pelo miocárdio pelas artérias coronárias e arteríolas capilares sanguíneos.